# 武川县
武川縣為內蒙古自治區呼和浩特市所轄一個縣。縣人民政府設於可可以力更镇（Köke ergi，简称可镇）。

## 历史
北魏时期设武川镇。该县名“武川”得名于此。
清末光绪二十九年（1903年）置武川厅。设厅后，又将归化城厅北部、四子部落旗、茂明安旗和喀尔喀右翼旗的部分地区划归武川厅。
民国元年（1912年），武川厅更名武川县，寄治归化城（现呼和浩特市旧城）。民国4年（1916年），县治北迁一里至河边村。同年归绥县可可以力更镇划归武川，县治迁于可镇。民国8年（1919年），将境内原茂明安旗地域划归固阳设治局。
民国26年（1937年），日本军队占领武川，武川属蒙疆政府，县公署亦设于可可以力更镇。民国34年（1945年）日本投降，国民政府接管武川。
1949年9月19日，绥远和平解放，次年设武川县人民政府，县治于可可以力更镇。1949年時，全县总面积2万多平方千米。
1950年，中华人民共和国将乌兰花、河子上、旗下营、大滩等地划归四子王旗、龙胜县、武东县等。1958年将二里半、腮忽洞、点素不浪乡等划归达茂旗，并将原达茂旗辖红山子划归武川县。此后行政区划再无变动。

## 人口
根據第七次人口普查數據，截至2020年11月1日零時，武川縣常住人口為95869人。
武川县境内的汉语方言主要属于晋语大包片。

## 地理
武川县位于内蒙古自治区中西部，阴山山脉大青山北麓。全境在北纬40°47′至41°23′，东经110°31′至111°53′间。东西长110千米，南北宽60千米。县南于土默特左旗、回民区、新城区接壤，西于土默特右旗、固阳县相连，北交达茂旗、四子王旗，东接卓资县。全县总面积4885平方公里。

## 行政区划
武川县下辖3个镇、6个乡：
可可以力更镇、哈乐镇、西乌兰不浪镇、大青山乡、上秃亥乡、得胜沟乡、二份子乡、哈拉合少乡、耗赖山乡、内蒙古武川经济开发区和武川金三角开发区。

## 交通

### 公路
武川至呼和浩特自古有一条“白道”，民国时期俗称“归武大道”，1954年更名“呼武公路”。
武川县第一条公路始于民国十五年的“蜈蚣坝工程”，即同年归武大道通车。后又修葺多条土路。日军占领期间，強徵修筑公路，至民国二十九年，县内有通车土路17条。
1986年底，全县干线公路五条，总长235.6千米，县乡公路9条，总长206.9千米。县内公路总里程442.5千米，路网密度为每平方千米0.09千米，每万人27千米。

### 铁路与民航
武川县境内无铁路通过，县城距呼和浩特站约40千米。
武川县距呼和浩特白塔国际机场约70千米。

## 军事
据史料记载，自秦至清，武川地区历代均有驻军。庙沟，大青山地区亦有秦汉时古堡。北魏时武川镇设司马、镇将、都督、大将并驻军，其中镇将为刺史级。清朝置厅后，宣统元年（1909年），归绥道巡警总局驻一旗于镇北。
1912年，土默特骑兵营王禄率队驻防武川。1914年年王禄转防包头。1916年，淮军萧汉杰率骑兵800人驻守武川，次年成立县保安团。由于地势险要，武川驻军调动频繁。
1937年，日军占领武川县城，后有日本平和中队约300人驻扎可镇，同时又宪兵队、特工队等人数不一。1937年，国民党“绥远民众抗日自卫军”称“第八战区第五纵队”，驻扎在武川郊外的山区。又有八路军120师385旅715团及地方武装组成的“大青山支队”，在李井泉、姚喆等率领下挺进大青山，直至抗战结束。
抗战结束后，原国民党第五纵队编为绥远省保安骑兵师，入驻县城。随后，绥远省保安四团、警察大队同驻城内。
1950年，中国人民解放军骑1师驻武川剿匪，原國軍整编第12旅，起义后改编为解放军骑4师，后换防至河北。

### 中华民国大陆时期
1912年（民国元年）武川设县后，下辖8个行政区，每区建区兵，由区长统领，负责地方安全。1916年（民国5年）成立保安团，全县约300人。1921年（民国10年），改称保安队。1930年（民国19年），改称保卫团。县内九区分别建造一座土堡。
日治时期，于1938年（民国27年）公布保甲制度，依次编保甲自卫团。
1946年（民国35年），国民党县政府设军事科，组民众自卫队。次年，修筑碉堡和城围。1948年（民国37年），县政府会同参议会和驻军组成“三角碉堡”营建委员会，由军事科主办。

### 中華人民共和國成立後
1950年4月，成立县人民武装委员会，负责发展地方武装、建设民兵组织和维护地方治安，1951年改名县人民武装部，虽名称屡次变动，但是发挥维护地方安全和和平的职责。该县在人武部的负责下向部队输送大批优秀官兵，因此，县人民政府被评为“全国征兵工作先进单位”，受到国防部通报表扬。
自人民武装委员会建立伊始，便在各区组织建设民办组织，到1952年时，全县民兵已达13347人。1958年县政府响应毛泽东主席“全民皆兵”和“大办民兵师”的号召，对民兵部队加以整顿和扩编，当年民兵数便到达51794人。1979年，遵上级“减少数量，提高质量，抓好重点，打好基础”的方针，进行整编。1981年时，县民兵数为19758人。

## 特产
有中国地理标志产品：武川土豆、武川莜麦。